# Marie-Luise Neunecker
Marie-Luise Neunecker est une corniste allemande née le 17 juillet 1955 à Erbes-Büdesheim (Rhénanie-Palatinat).

## Biographie
Marie-Luise Neunecker naît le 17 juillet 1955 à Erbes-Büdesheim.
Elle fait des études générales avant de se tourner vers la musicologie et le cor, qu'elle travaille avec Erich Penzel (de) à la Musikhochschule de Cologne.
En 1978, elle entre dans l'orchestre de l'Opéra de Francfort, puis devient l'année suivante cor solo de l'Orchestre symphonique de Bamberg, avant d'occuper ce même poste à l'Orchestre symphonique de la Radio de Francfort entre 1981 et 1989.
Lauréate en 1983 du Concours international de musique de l'ARD à Munich, Marie-Luise Neunecker remporte en 1986 le Concours de la Guilde des artistes de concert (en) à New York et mène depuis lors une carrière de soliste.
Elle est également une chambriste recherchée et est une partenaire régulière de Martha Argerich et Frank Peter Zimmermann, notamment.
Comme pédagogue, Marie-Luise Neunecker enseigne à la Musikhochschule de Francfort à partir de 1988 puis à la Hochschule für Musik Hanns-Eisler de Berlin à partir de 2004.
Comme interprète, elle est la créatrice d'Orfeo, lieder pour baryton, cor, piano et trio à cordes de Volker David Kirchner (1998) et du Hamburgische Konzert pour cor et orchestre de chambre de György Ligeti (2001).